# Bruce Hornsby

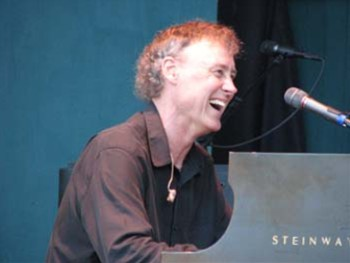
Bruce Hornsby.

Bruce Randall Hornsby (nacido el 23 de noviembre de 1954 en Williamsburg, Virginia) es un cantante, pianista, acordeónista y compositor, conocido por su canción de los ochenta "The Way It Is" y los éxitos de listas "Mandolin Rain" y "The Valley Road". Posteriormente su carrera se ha movido en una dirección menos comercial. Es también padre del jugador de baloncesto Keith Hornsby.

## Biografía

### Inicios
Bruce Hornsby creció escuchando todo tipo de música. Estudió música en la Universidad de Richmond, Berklee y en la Universidad de Miami, en donde se graduó en 1977. Pasó después algún tiempo en Los Ángeles como músico de estudio y compositor antes de volver a Virginia.

### El grupo The Range
En 1984 forma Bruce Hornsby and the Range y firman con RCA Records en 1985. Además de Hornsby, los miembros de The Range eran David Mansfield (guitarra, mandolina, violín), George Marinelli (guitarras y coros), Joe Puerta (bajo y coros) y John Molo (batería). 
La carrera de Hornsby comenzó con el mayor éxito que ha tenido hasta la fecha, la canción "The Way It Is".
Con su ritmo pegajoso de piano y una letra que reflexionaba sobre los derechos civiles y la política izquierdista, llegó a lo más alto de las listas en 1986. En años posteriores la canción ha sido utilizada para obtener samples para artistas de rap o como cortina de introducción en programas radiales..
Gracias al éxito de esta canción, el álbum del mismo nombre se convirtió en un multiplatino y produjo otra canción dentro del Top 5 llamada "Mandolin Rain" (coescrita con su hermano John). "Every Little Kiss" también funcionó muy bien en radio y en listas. El álbum definió lo que se conoció como el "sonido Virginia", una mezcla de rock, jazz, y bluegrass. Hornsby and the Range llegaron a ganar el Grammy al mejor nuevo artista en 1987.
El éxito y la fama continuaron con su segundo álbum Scenes From The Southside (en el cual Peter Harris reemplazó a Mansfield). Lanzado en 1988, tuvo canciones éxito como "Look Out Any Window" y "The Valley Road". La canción "Jacob's Ladder" venía en este disco a pesar de haber sido escrita para su amigo Huey Lewis. La versión de Lewis fue un número uno de su álbum Fore!. Scenes fue un álbum exitoso en radio y en ventas, pero sería el último en lograr ese desempeño. 
En 1988, Hornsby empezó a aparecer en escena con los Grateful Dead. Esta colaboración continuó de forma irregular hasta el final del grupo en 1995. En 1989 Hornsby coescribió y tocó el piano en el éxito de Don Henley "The End of the Innocence".
El álbum A Night On The Town salió al mercado en 1990. En este se aprecia un cambio de estilo con más influencia de la guitarra y menos del piano. Después de este álbum el grupo se disuelve y cada miembro comienza una carrera en solitario.

### En Solitario
En 1993 Bruce Hornsby lanza su primer álbum en solitario llamado Harbor Lights, el cual presentaba una orientación más fuerte hacia el jazz especialmente por la inclusión de colaboradores de primera línea como Pat Metheny, Branford Marsalis, Jerry García, Phil Collins, y Bonnie Raitt. El disco abre con la canción del mismo nombre del álbum la cual contiene 50 segundos de solo de piano y cierra igualmente con la canción "Pastures of Plenty". la canción "Fields of Gray", escrita por Hornsby para sus recientemente nacidos gemelos tuvo algo de difusión radial.
Harbor Lights fue bien recibido por la crítica y por sus seguidores, pero Hornsby reconoció que sus días de éxito comercial habían pasado y que había sido realmente un accidente que su estilo de tocar al piano influenciado por McCoy Tyner le hubiera llevado al reconocimiento en listas. 
En 1995 lanza Hot House con un sabor de jazz aún más amplio que su anterior disco y con colaboraciones nuevamente de Pat Metheny.
3 años más tarde decide lanzar al mercado un doble álbum llamado Spirit Trail, el cual presentaba una graciosa foto en portada de su tío. En este caso une y mezcla tonadas instrumentales con rock, jazz y con su capacidad de contar historias. En este disco Hornsby muestra un gran avance en su capacidad interpretativa al desarrollar temas de gran complejidad al piano como lo evidencia el tema "King of the Hill".
Hornsby posteriormente trabajó con algunos proyectos de los Grateful Dead, en el año 2000 lanzó el disco en vivo Here Come The Noise Makers y se dedicó a hacer giras. 
No sería hasta 2002 que lanzaría un nuevo álbum llamado Big Swing Face en el cual deja el piano para ensayar sonidos nuevos con sintetizadores. "Big Swing Face" usaba de forma constante samples y loops con lo cual no fue muy bien recibido por sus seguidores.
Para el año 2004 y después de 19 años con el sello RCA, vuelve a un sonido más acústico y basado en piano en su primer álbum con Columbia Records llamado Halcyon Days. Este disco incluía invitados tales como Sting, Elton John y Eric Clapton. Un gran intérprete de los años 80.

## Discografía

### Álbumes
- The Way It Is (1986) #3 US (Triple Platino)
- Scenes From The Southside (1988) #5 US (Platino)
- A Night On The Town (1990) #20 US
- Harbor Lights (1993) #46 US
- Hot House (1995) #68 US
- Spirit Trail (1998) #148 US
- Here Come The Noise Makers (2000) #167 US
- Big Swing Face (2002)
- Halcyon Days (2004) #86 US
- Non-secure connection (2020)

### Sencillos
- "The Way It Is" (1986) #1 US
- "Mandolin Rain" (1987) #4 US
- "Every Little Kiss" (1987) #14 US
- "The Valley Road" (1988) #5 US
- "Look Out Any Window" (1988) #35 US
- "Across The River" (1990) #18 US
- "Lost Soul" (1990) #84 US
- "Fields Of Gray" (1993) #69 US
- "Walk In The Sun" (1995) #54 US